# Mischa Brooks
Mischa Brooks (Salt Lake City, Utah; 12 de diciembre de 1990) es una actriz pornográfica estadounidense.

## Biografía
Brooks nació en diciembre de 1990 en la ciudad de Salt Lake City, en Utah, en una familia de militares, con ascendencia francesa y nativomaericana, concretamente Cheroqui y Potawatomi. A los 12 años de edad, la familia de Brooks se trasladó hasta Texas, donde pasó algunos años de adolescencia. Después se mudaron a Japón, donde Brooks hizo el bachillerato. Posteriormente volvería a los Estados Unidos, donde tras graduarse trabajó en una lavandería.
Entró en la industria pornográfica en septiembre de 2011, a través de una agencia, a los 19 años de edad. Desde sus comienzos, empezó a trabajar con compañías como Evil Angel, New Sensations, Zero Tolerance, Jules Jordan Video, Kick Ass, Lethal Hardcore, Reality Kings o Adam & Eve.
En 2014 recibió sus dos primeras nominaciones en los Premios AVN a la Artista femenina no reconocida del año y a la Mejor escena de sexo en grupo por la película Manuel Ferrara's Reverse Gangbang.
Al año siguiente, acrecentada su participación en el sector, obtuvo cinco nominaciones; cuatro en los AVN, donde destacaron las de Mejor escena de sexo en grupo por Nymphos; Mejor escena de sexo lésbico en grupo por Conjoined y Mejor escena de trío M-H-M por Apocalypse X.
La otra reseñable fue en los Premios XBIZ al de Mejor actriz en película lésbica por Conjoined.
Algunas películas de su filmografía son Black Male White Tail 2, Bombshells 4, Everybody Loves Dani Daniels, Interracial Co-eds, Masseuse 6, Relieve My Stress, Tuff Love o Wet Asses.
Retirada en 2019, llegó a rodar más de 300 películas como actriz.

## Premios y nominaciones
| Año  | Ceremonia                   | Resultado | Premio                                          | Trabajo                           |
| ---- | --------------------------- | --------- | ----------------------------------------------- | --------------------------------- |
| 2013 | Nightmoves                  | Nominada  | Best Ass                                        | —                                 |
| 2013 | Sex Awards                  | Nominada  | Porn's Best Body                                | —                                 |
| 2013 | Spank Bank Technical Awards | Ganadora  | Sexual Daredevil... With Or Without A Parachute | —                                 |
| 2014 | Premios AVN                 | Nominada  | Artista femenina no reconocida del año          | —                                 |
| 2014 | Premios AVN                 | Nominada  | Mejor escena de sexo en grupo                   | Manuel Ferrara's Reverse Gangbang |
| 2014 | Spank Bank Awards           | Nominada  | Cock Crazed Cumaholic of the Year               | —                                 |
| 2014 | Spank Bank Awards           | Nominada  | Sexiest Painted Lady                            | —                                 |
| 2014 | Spank Bank Awards           | Nominada  | Protoype Sexual Cyborg of the Future            | —                                 |
| 2014 | Spank Bank Awards           | Nominada  | Most Underrated Slut                            | —                                 |
| 2014 | Spank Bank Awards           | Nominada  | The New Definition of 'Sexy'                    | —                                 |
| 2014 | Spank Bank Awards           | Nominada  | The Contessa of Cum                             | —                                 |
| 2014 | Premios XRCO                | Nominada  | Unsung Siren of the Year                        | —                                 |
| 2015 | Premios AVN                 | Nominada  | Mejor escena de sexo lésbico en grupo           | Conjoined                         |
| 2015 | Premios AVN                 | Nominada  | Mejor escena de trío M-H-M                      | Apocalypse X                      |
| 2015 | Premios AVN                 | Nominada  | Mejor escena de sexo en grupo                   | Nymphos                           |
| 2015 | Premios AVN                 | Nominada  | Premio fan: Mejor culo                          | —                                 |
| 2015 | Premios XBIZ                | Nominada  | Mejor actriz en película lésbica                | Conjoined                         |